# Mosconi Cup 2007
Beim Mosconi Cup 2007 handelt es sich um die vierzehnte Auflage eines seit 1994 jährlich stattfindenden 9-Ball-Poolbillardturniers, bei dem ein europäisches Team gegen ein US-amerikanisches Team spielt. 2007 fand er im Studio Ballroom des MGM Grand in Paradise, Nevada (USA) in der Zeit vom 13. bis 16. Dezember statt. Das Team Europa gewann mit 11:8, was den dritten Sieg der Europäer bedeutete.

## Teilnehmer
Für das Team Europa spielten:
- Johan Ruijsink () (nichtspielender Mannschaftskapitän)
- Tony Drago () (als MVP ausgezeichnet.)
- Niels Feijen ()
- Daryl Peach ()
- Ralf Souquet ()
- Konstantin Stepanov ()

Für das Team USA spielten:
- Kim Davenport (nichtspielender Mannschaftskapitän)
- Johnny Archer
- Shane van Boening
- Corey Deuel
- Rodney Morris
- Earl Strickland

## Regeln
- Turnierlänge: Gespielt werden maximal 21 Partien. Das Team, das zuerst 11 Partien gewinnt, gewinnt das Turnier.

- Matchlänge: Der Spielmodus in den Mannschaftswettbewerben ist Best of 11, d. h. 6 gewonnene Spiele reichen zum Satzgewinn.

- Wechselbreak: Der erste Anstoß wird ausgespielt, danach stoßen die Spieler oder Teams abwechselnd an, egal wer gewinnt.

- Wechselstoß: in den Teamwettbewerben rotieren die Spieler nach jedem Stoß zum nächsten Spieler der eigenen Mannschaft. Beim Mannschaftswettbewerb bedeutet das zum Beispiel, dass der anstoßende Spieler, versenkt er eine Kugel beim Anstoß, erst wieder bei der sechsten zu spielenden Kugel an den Tisch kommt.

- Zeitbegrenzung des Stoßes: Jeder Spieler hat 30 Sekunden Zeit zur Ausführung seines Stoßes. Beim ersten Stoß nach dem Anstoß gilt diese Regel jedoch nicht, jeder Spieler hat dann unbegrenzt Zeit, sich die Situation auf dem Tisch in Ruhe anzusehen. In jedem Mannschaftswettbewerb haben die Spieler pro Spiel zweimal die Möglichkeit, eine Extension, also eine Verlängerung der Zeit um weitere 30 Sekunden pro Stoß, zu verlangen. In den Einzelwettbewerben ist diese Extension nur einmal pro Spiel erlaubt. Aufforderungen an den Schiedsrichter, den Spielball zu reinigen oder ein Hilfsgerät herzureichen, gehen von der Zeit ab.

- Breakbedingungen:

Das Eck wird dichter zur Tischmitte aufgebaut, sodass die 9 auf dem Fußpunkt liegt. Der Anstoß muss aus der sogenannten Break Box erfolgen, einem fest definierten Raum im Kopffeld, der die beiden langen Banden ausschließt.
Ein Break ist nur dann korrekt, wenn mindestens drei farbige Kugeln einmal über die Kopflinie laufen. Versenkte Bälle werden von diesen drei Kugeln abgezogen, sodass beispielsweise nur noch zwei Kugeln die Kopflinie überqueren müssen, wenn eine andere gefallen ist. Durch diese Regel sollen die Spieler davon abgehalten werden, die Kugeln mittels eines kontrollierten Soft Breaks auf möglichst kleinem Raum zusammenzuhalten.
- Preisgeld: Die Spieler des Gewinner-Teams erhielten jeweils ein Preisgeld in Höhe von 20.000 US-Dollar; die der unterlegenen Mannschaft jeweils 10.000 US-Dollar.

## Ergebnisse
Der Spielplan sah wie folgt aus:
| Spiel | Datum      | Art    | Spieler Europa    | Ergebnis | Spieler USA              | Gesamtstand |
| ----- | ---------- | ------ | ----------------- | -------- | ------------------------ | ----------- |
| 01    | 13.12.2007 | Team   | Team Europa       | 4 - 6    | Team USA                 | 0 - 1       |
| 02    | 13.12.2007 | Doppel | Feijen – Souquet  | 6 - 4    | Archer – Morris          | 1 - 1       |
| 03    | 13.12.2007 | Einzel | Peach             | 2 - 6    | van Boening              | 1 - 2       |
| 04    | 13.12.2007 | Doppel | Drago – Stepanov  | 5 - 6    | Strickland – Deuel       | 1 - 3       |
| 05    | 13.12.2007 | Einzel | Feijen            | 5 - 6    | Morris                   | 1 - 4       |
| 06    | 14.12.2007 | Doppel | Peach – Souquet   | 6 - 0    | Strickland – van Boening | 2 - 4       |
| 07    | 14.12.2007 | Einzel | Drago             | 6 - 5    | Morris                   | 3 - 4       |
| 08    | 14.12.2007 | Doppel | Stepanov – Feijen | 6 - 1    | Deuel – Archer           | 4 - 4       |
| 09    | 14.12.2007 | Einzel | Drago             | 6 - 2    | van Boening              | 5 - 4       |
| 10    | 14.12.2007 | Doppel | Peach – Souquet   | 5 - 6    | Morris – Strickland      | 5 - 5       |
| 11    | 15.12.2007 | Doppel | Stepanov – Feijen | 6 - 2    | Deuel – Archer           | 6 - 5       |
| 12    | 15.12.2007 | Einzel | Drago             | 6 - 4    | Deuel                    | 7 - 5       |
| 13    | 15.12.2007 | Doppel | Stepanov – Peach  | 3 - 6    | Archer – van Boening     | 7 - 6       |
| 14    | 15.12.2007 | Einzel | Feijen            | 6 - 4    | Morris                   | 8 - 6       |
| 15    | 15.12.2007 | Einzel | Souquet           | 6 - 4    | Strickland               | 9 - 6       |
| 16    | 16.12.2007 | Einzel | Stepanov          | 4 - 6    | van Boening              | 9 - 7       |
| 17    | 16.12.2007 | Einzel | Drago             | 6 - 3    | Archer                   | 10 - 7      |
| 18    | 16.12.2007 | Einzel | Peach             | 3 - 6    | Strickland               | 10 - 8      |
| 19    | 16.12.2007 | Einzel | Souquet           | 6 - 4    | Morris                   | 11 - 8      |

Damit verblieb der Mosconi Cup bis zum nächsten Turnier im Dezember 2008 im Besitz des Teams von Europa. Der Mosconi Cup 2008 wurde in Portomaso (Malta) ausgetragen.